# Gresini Racing

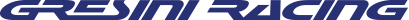
Gresini Racing-Logo

Gresini Racing ist ein italienisches Motorradsport-Team.
Gründer und Namensgeber ist der Italiener und 125-cm³-Weltmeister der Jahre 1985 und 1987 Fausto Gresini, der bis zu seinem Tod 2021 auch Teamchef war. In diesem Amt folgte ihm seine Witwe Nadia Padovani nach. Das Team trat in sämtlichen Klassen der Motorrad-Weltmeisterschaft an. Aktuell sind es die Klassen MotoGP, Moto2, MotoE.

## Geschichte
Das Gresini-Team trat 1997 in der 500-cm³-Klasse der Motorrad-Weltmeisterschaft mit Honda an. Die Maschine, eine NSR 500 V, war im Gegensatz zu den Vierzylinder-Werksmotorrädern, mit einem Zweizylinder-Zweitaktmotor ausgestattet, der leistungsmäßig unterlegen war. Pilot war der Brasilianer Alex Barros, der mit Rang drei in Großbritannien einen Podestplatz einfuhr und Neunter der Gesamtwertung wurde.
Für 1998 erhielt das Team Honda Gresini Vierzylindermaschinen, womit sich Barros auf Rang fünf im Endklassement der Königsklasse steigerte.
1999 wechselte das Team in die 250-cm³-Klasse und trat als ELF AXO Honda Gresini weiterhin auf Honda an. Im ersten Jahr pilotierte Loris Capirossi die Maschine. Er erreichte Siege in Malaysia, den Niederlanden und Imola und wurde hinter dem überlegenen Weltmeister Valentino Rossi (Aprilia) und dem Japaner Tōru Ukawa (Honda) WM-Dritter.
In der Saison 2000 traten der Japaner Daijirō Katō und der Franzose Vincent Philippe für AXO Honda Gresini in der Viertelliterklasse an. Katō errang vier Grand-Prix-Siege, hatte bis zum letzten Rennen Titelchancen und musste sich in der Gesamtwertung schließlich nur den beiden Tech-3-Yamaha-Fahrer Olivier Jacque und Shin’ya Nakano geschlagen geben.

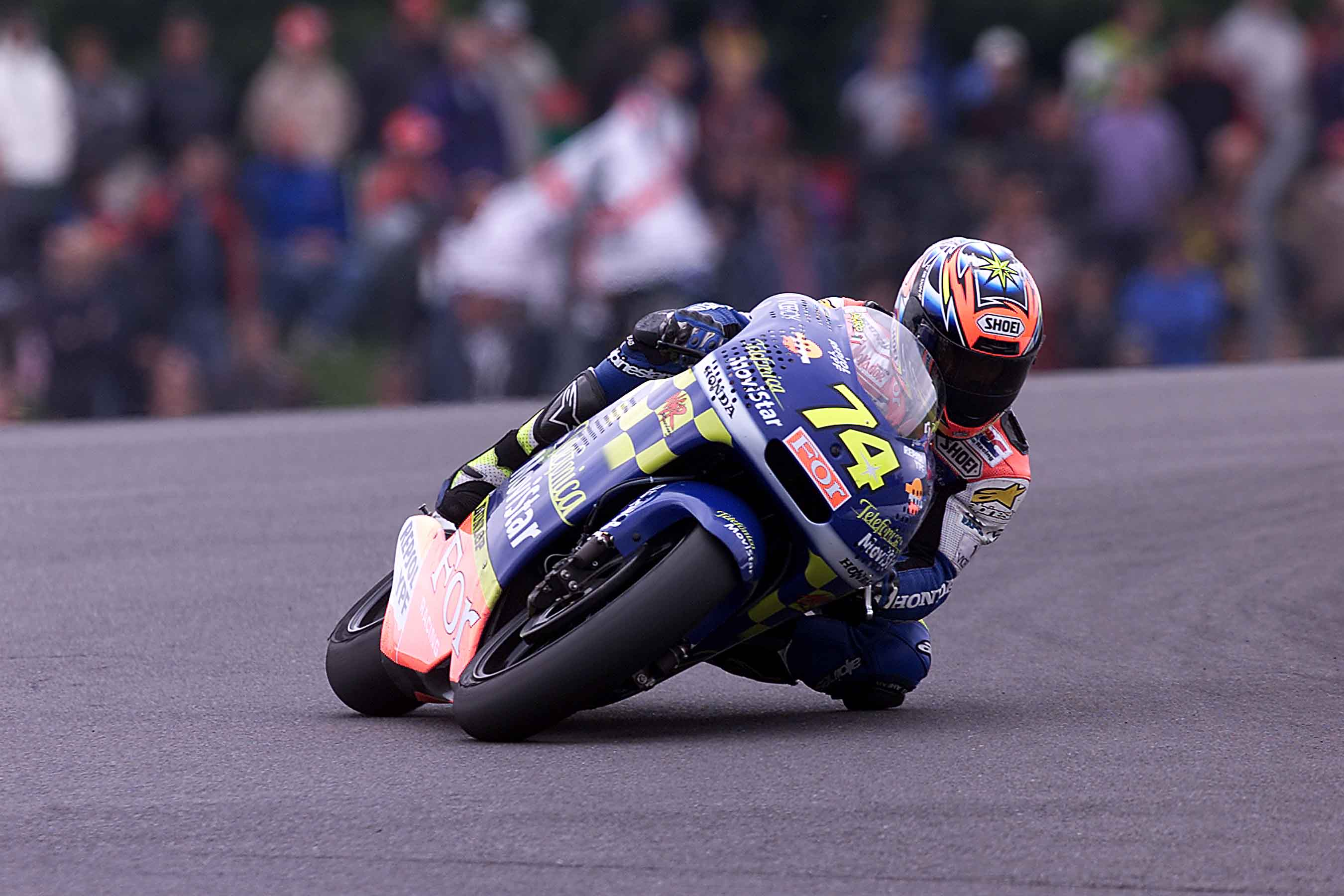
Daijirō Katō 2001 beim Großen Preis von Großbritannien

2001 trat das Gresini-Team als Telefonica MoviStar Honda in der 250er-WM an. Piloten waren wiederum Daijirō Katō sowie der 125-cm³-Weltmeister von 1999, der Spanier Emilio Alzamora. Katō dominierte die Saison mit elf Siegen, acht Pole-Positions sowie neun schnellsten Rennrunden in 16 Rennen und wurde mit 49 Zählern Vorsprung auf den Aprilia-Werksfahrer Tetsuya Harada überlegen Weltmeister. Alzamora schloss die Saison als Siebenter ab.
Nach Katōs Titelgewinn 2001 kehrte das Gresini-Team zur Saison 2002 in die Königsklasse zurück, die erstmals als MotoGP-Klasse ausgeschrieben war. Das technische Reglement sah nun Viertakter mit bis zu 990 cm³ Hubraum vor, daneben waren übergangsweise noch die althergebrachten 500er Zweitakter erlaubt. Katō startete die Saison auf einem NSR-500-Zweitakter und wurde beim dritten Saisonlauf, dem Großen Preis von Spanien in Jerez damit Zweiter hinter Valentino Rossi auf Viertakt-Honda. Nach der Sommerpause erhielt Gresini ab dem Großen Preis von Tschechien ebenfalls RC211V-Viertakter von Honda. Katō wurde in Brünn auf Anhieb hinter Max Biaggi (Yamaha YZR-M1) Zweiter und schloss die Saison als Siebenter der Gesamtwertung sowie „Rookie of the Year“ der MotoGP-Klasse ab. In der Viertelliterklasse, in der Gresini als Fortuna Honda Gresini ebenfalls antrat, belegten die Piloten Roberto Rolfo Rang drei und Emilio Alzamora Rang sieben im Endklassement.

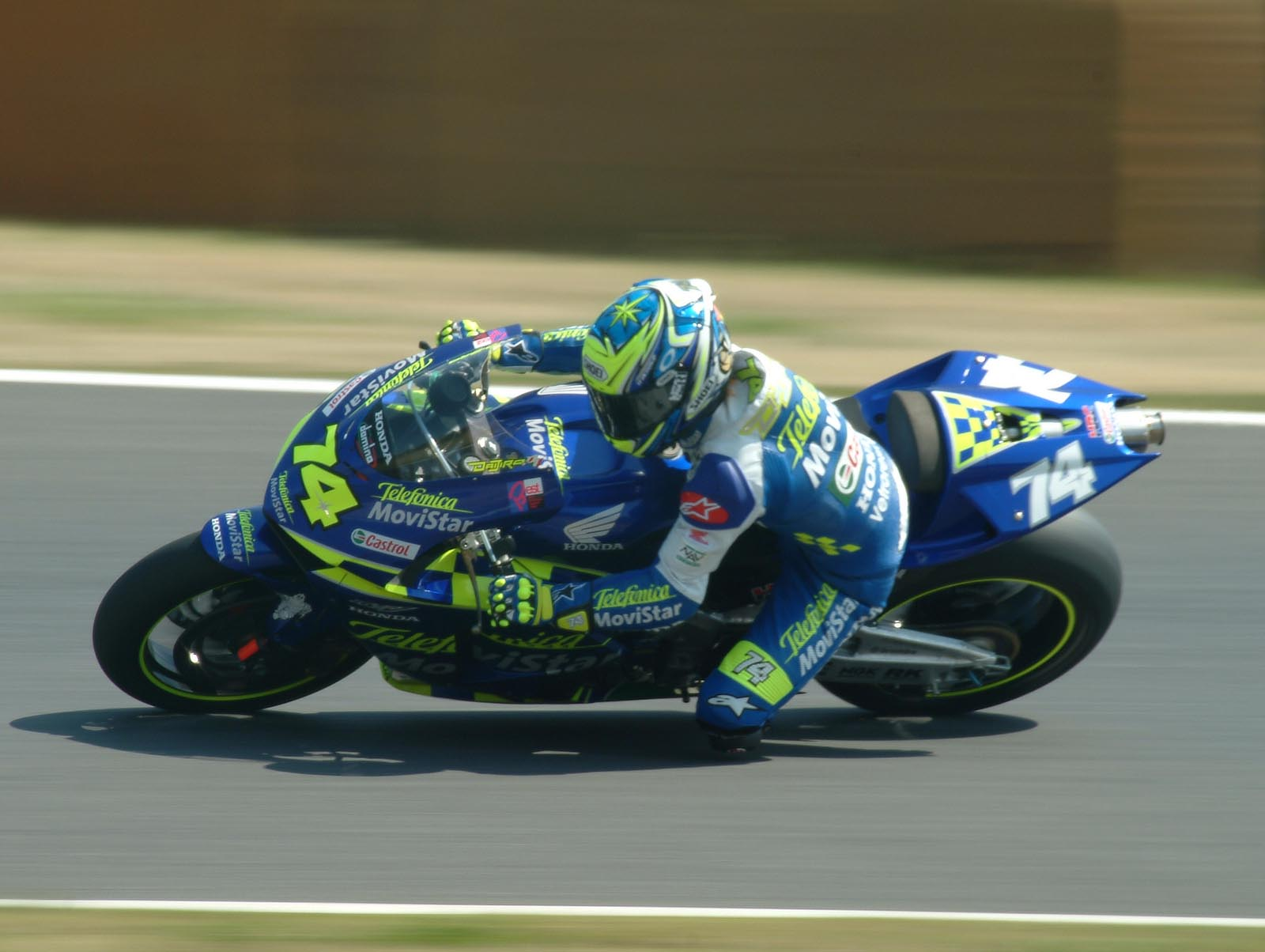
Katō 2003 beim Großen Preis von Japan

Ab Saison 2003 konzentrierte sich das Gresini-Team nur noch auf die MotoGP-Klasse. Piloten der zwei RC211V-Viertakter, die mittlerweile zur Verfügung standen, waren Katō und der Spanier Sete Gibernau, der vom Suzuki-Werksteam gewechselt war. Beim Saisonauftakt Anfang April in Japan verunglückte Daijirō Katō schwer und erlag knapp zwei Wochen nach dem Unfall den erlittenen Verletzungen. An seiner Stelle startete ab dem vierten Saisonlauf der Japaner Ryūichi Kiyonari. Gibernau errang im Saisonverlauf vier Siege und stellte sich als härtester Widersacher des Honda-Werksfahrers Valentino Rossi heraus. In der Endwertung hatte der Italiener dennoch 80 Zähler Vorsprung auf Gibernau. In der Teamwertung kam Telefonica MoviStar Honda auf Rang vier.
2004 trat Gresini mit Sete Gibernau und dem neu ins Team gekommenen US-Amerikaner Colin Edwards – Superbike-Weltmeister der Jahre 2000 und 2002 – in der MotoGP-Klasse an. Gibernau feierte erneut vier Grand-Prix-Siege und wurde wiederum WM-Zweiter hinter Rossi. Edwards belegte Rang fünf in der Gesamtwertung, was Telefonica MoviStar Honda MotoGP Rang zwei in der Teamwertung einbrachte – nur sieben Zähler hinter dem Yamaha-Werksteam und deutlich vor dem Honda-Werksteam, das nur 282 Punkte erreichte.
Zur Saison 2005 ersetzte der Italiener Marco Melandri den ins Yamaha-Werksteam abgewanderten Edwards. Neben ihm startete weiterhin Sete Gibernau für das Gresini-Team, das in diesem Jahr MoviStar Honda MotoGP hieß. Während Gibernau sieglos blieb und mit Gesamtrang sieben nicht an die Erfolge der Vorjahre anknüpfen konnte, wurde Melandri mit Grand-Prix-Siegen bei den letzten beiden Saisonrennen hinter dem überlegenen Weltmeister Rossi Zweiter der WM-Wertung. In der Teamwertung wurde Gresini Dritter, auf das Honda-Werksteam fehlten in der Endabrechnung hierbei nur neun Zähler.
2006 trat Gresini nach einem Wechsel des Titelsponsors als Fortuna Honda an. Den ins Ducati-Werksteam abgewanderten Gibernau ersetzte dessen Landsmann Toni Elías, der im Vorjahr für Tech 3 gefahren war. Melandri errang zwei und Elías einen Grand-Prix-Sieg, was Rang vier bzw. neun in der Gesamtwertung bedeutete. In der Team-WM wurde Gresini Vierter.
Auch 2007 starteten Melandri und Elías für das nunmehr als Honda Gresini firmierende Team in der MotoGP-Klasse, deren Hubraumlimit zur neuen Saison von 990 auf 800 cm³ abgesenkt worden war. Melandri wurde auf Honda RC212V wurde WM-Fünfter, Elías WM-Zwölfter. In der Teamwertung erreichte man in diesem Jahr den fünften Platz.
Beim Großen Preis von Malaysia 2011 verunglückte der Gresini-Pilot Marco Simoncelli bei einem Rennunfall tödlich.
Von 2015 bis 2021 trat Gresini mit Aprilia in der Königsklasse an. Gresini war damit das einzige Aprilia-Team seit deren Rückkehr, gilt allerdings nicht als offizielles Werksteam.
Die MotoGP-Fahrer 2021 waren Aleix Espargaró und Lorenzo Savadori, in der Moto2-Klasse traten Nicolò Bulega und Fabio Di Giannantonio und in der Moto3-Kategorie Gabriel Rodrigo und Jeremy Alcoba an. Im MotoE World Cup starten Matteo Ferrari und Andrea Mantovani für Gresini Racing.
Zur Saison 2022 wechselte das Team auf Motorräder von Ducati und trat somit wieder als eigenständiges und unabhängiges Team an. Fahrer waren die beiden Italiener Enea Bastianini und Fabio Di Giannantonio. Um das Projekt in der MotoGP-Klasse stemmen zu können, verabschiedete man sich aus der Moto3, eine für den Rennstall sehr erfolgreiche Kategorie.
Vor Saisonbeginn starb der Teamchef und -gründer Fausto Gresini an den Folgen einer COVID-19-Infektion und der daraus entstandenen Hirnblutung und konnte so den ersten Sieg in der MotoGP-Klasse seit 2006 durch Enea Bastianini beim Saisonauftakt in Katar auf dem Losail International Circuit nicht mehr erleben.
Zur Saison 2023 wurde Álex Márquez als Ersatz für Enea Bastianini verpflichtet, der seinerseits in das Ducati MotoGP Team wechselte. Fabio Di Giannantonio gewann das Rennen in Katar. Es war der einzige Sieg für Gresini in der MotoGP-Klasse in dieser Saison.
Während der Saison 2023 wurde bekannt, dass Marc Márquez vom Repsol Honda Team, für das er seit seinem Einstieg in die MotoGP-Klasse 2013 gefahren war, zu Gresini Ducati wechseln würde. Damit führen in der Saison 2024 beide Marquez-Brüder für Gresini.
Für die Saison 2025 wurde als Ersatz für Marc Márquez, der zum Ducati-Werksteam wechselte, Rookie Fermín Aldeguer aus der Moto2-Klasse verpflichtet. Álex Márquez errang beim Grand Prix von Spanien seinen ersten Sieg in der MotoGP-Klasse.

## Statistik

### Weltmeister
- 2001 –  Daijirō Katō, 250-cm³-Weltmeister auf Honda
- 2010 –  Toni Elías, Moto2-Weltmeister auf Moriwaki
- 2018 –  Jorge Martín, Moto3-Weltmeister auf Honda
- 2019 –  Matteo Ferrari, MotoE-World-Cup-Sieger auf Energica

### Team-WM-Ergebnisse

#### MotoGP
- 2002 – Achter
- 2003 – Vierter
- 2004 – Zweiter
- 2005 – Dritter
- 2006 – Vierter
- 2007 – Fünfter
- 2008 – Sechster
- 2009 – Fünfter
- 2010 – Fünfter
- 2011 – Vierter
- 2012 – Fünfter
- 2013 – Fünfter
- 2014 – Fünfter
- 2015 – Elfter
- 2016 – Siebter
- 2017 – Zwölfter
- 2018 – Zehnter
- 2019 – Neunter
- 2020 – Elfter
- 2021 – Neunter
- 2022 – Siebter
- 2023 – Sechster
- 2024 – Dritter

#### Moto2 (seit 2018)
- 2018 – Neunter
- 2019 – Zehnter
- 2020 – Zwölfter
- 2021 – Fünfter
- 2022 – Dreizehnter
- 2023 – Siebter
- 2024 – Vierter

#### Moto3 (2018–2021)
- 2018 – Weltmeister
- 2019 – Zwölfter
- 2020 – Siebter
- 2021 – Achter

#### MotoE World Cup (seit 2023: MotoE World Championship)
- 2019 – Zweiter
- 2020 – Cup-Gesamtsieger
- 2021 – Dritter
- 2022 – Vierter
- 2023 – Dritter
- 2024 – Sechster

### Grand-Prix-Siege
| Saison | Klasse  | Rennen |
| ------ | ------- | --- |
| 1999   | 250 cm³ | Malaysia Niederlande Italien                                                                                         |
| 2000   | 250 cm³ | Japan Portugal Brasilien Japan                                                                                       |
| 2001   | 250 cm³ | Japan Sudafrika Spanien Frankreich Katalonien Vereinigtes Konigreich Portugal Valencia Australien Malaysia Brasilien |
| 2003   | MotoGP  | Sudafrika Frankreich Niederlande Deutschland                                                                         |
| 2003   | 250 cm³ | Deutschland Australien                                                                                               |
| 2004   | MotoGP  | Spanien Frankreich Tschechien Katar                                                                                  |
| 2004   | 250 cm³ | Spanien |
| 2005   | MotoGP  | Turkei Valencia |
| 2006   | MotoGP  | Turkei Frankreich Australien Portugal                                                                                |
| 2010   | Moto2   | Spanien Frankreich Deutschland Tschechien Indianapolis San Marino Japan                                              |
| 2011   | Moto2   | Valencia |
| 2015   | Moto2   | Deutschland |
| 2015   | Moto3   | San Marino |
| 2016   | Moto2   | Spanien Aragonien |
| 2016   | Moto3   | Japan |
| 2017   | Moto3   | Valencia |
| 2018   | Moto3   | Katar USA-Texas Italien Niederlande Deutschland Tschechien Aragonien Thailand Malaysia                               |
| 2019   | MotoE   | San Marino San Marino                                                                                                |
| 2020   | MotoE   | San Marino Emilia-Romagna                                                                                            |
| 2021   | Moto2   | Spanien |
| 2021   | MotoE   | San Marino |
| 2022   | MotoGP  | Katar USA-Texas Frankreich Aragonien                                                                                 |
| 2022   | MotoE   | Italien San Marino                                                                                                   |
| 2023   | MotoGP  | Katar |
| 2023   | MotoE   | Frankreich Niederlande Niederlande                                                                                   |
| 2024   | MotoGP  | Aragonien San Marino Australien                                                                                      |
| 2024   | Moto2   | Japan |
| 2025   | MotoGP  | Spanien |